# Persenet
Persenet, Personet o Per-sent (Pr snt) va ser una reina egípcia de la IV Dinastia. Possiblement fos filla del rei Khufu i esposa del rei Khefren. Se sap de la seva existència principalment gràcies a la seva tomba a Guiza (G 8156).

## Títols
Segons l'egiptòleg alemany Wolfram Grajetzki, el conjunt complet de títols de Persenet era el següentː
- Gran del ceptre (wr.t-ḥts)
- Estimada esposa del Rei (ḥm.t-nỉswt mrỉỉt = f)
- Filla del Rei del seu cos (sat-niswt-nt-xtf)

## Tomba
| O1 · D21 | O34 · N35 · X1 |

| O1 · D21 | O34 · N35 · X1 |

La tomba de Persenet és la LG 88 de Guiza, segons la numeració introduïda per Lepsius. També se li dona la designació G 8156. La tomba és una mastaba tallada a la roca situada al Camp Central de Guiza.

La tomba de Persenet és adjacent a la de Nikaure i probablement es van construir al mateix temps. Es pot accedir i entrar a la tomba de Persenet per la paret sud o per una entrada a la paret est que connecta amb la tomba de Nikaure. La cambra té forma d' L i conté dos pilars. No hi ha decoracions a les parets, però els pilars porten inscripcions.

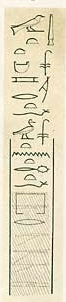
Inscripció de la tomba de la reina Persenet. El seu nom està malmès.

La posició de la seva tomba al Camp Central de Guiza suggereix que era l'esposa del rei Khefren i possiblement una filla de Khufu. Persenet podria haver estat també la mare del djati (visir) Nikaure.